# Serviço de Notificação Push do Windows
Serviço de Notificação Push do Windows (comumente chamado de Windows Notification Service ou WNS) é um serviço de notificação desenvolvido pela Microsoft para todos os dispositivos que executam plataformas Microsoft Windows. Ele permite que os desenvolvedores enviem atecnologia push (atualizações "toast" e "tile") para aplicativos Windows e Plataforma Universal do Windows que implementam o recurso.  Projetado como sucessor do Microsoft Push Notification Service, ele foi inicialmente suportado no Windows 8 e posteriormente no Windows Phone 8.1 após seu lançamento. 

## Detalhes técnicos

### Design e compatibilidade
O Windows Push Notification Service (WNS) foi projetado como sucessor do Microsoft Push Notification Service (MPNS), que só tinha suporte nativo no sistema operacional Windows Phone 8. Os desenvolvedores ainda podem usar o MPNS em aplicativos instalados em versões mais recentes do Windows Mobile (Windows Phone 8 ou Windows Phone 8.1), mas somente se o aplicativo do Windows já estiver registrado para usar o MPNS e tiver sido convertido em um aplicativo Silverlight e modificado para redirecionar a nova plataforma. 
Em 2015, a Microsoft anunciou que o WNS seria expandido para utilizar a arquitetura da Plataforma Universal do Windows, permitindo que dados push fossem enviados para o Windows 10, Windows 10 Mobile, Xbox, bem como outras plataformas suportadas usando chamadas de API universais e solicitações POST. 
Durante a apresentação do Build de 2015, a Microsoft anunciou uma ponte da Plataforma Universal do Windows que permitiria que o software Android e iOS fosse portado para o Windows 10 Mobile e publicado na Windows Store.  Em agosto de 2015, uma versão do conjunto de ferramentas de ponte do Microsoft Android foi vazada e disponibilizada na Internet junto com sua documentação.  O conjunto de ferramentas vazado exigia que os desenvolvedores se registrassem e usassem o WNS para enviar dados de notificação para aplicativos portados e não permitiria que o Google Cloud Messaging fosse usado em seu lugar. Mais tarde, a Microsoft descontinuou o projeto de ponte do Android em favor do suporte contínuo para portabilidade de aplicativos iOS. 
Durante a apresentação do Build de 2016, a Microsoft anunciou uma atualização do WNS e do sistema operacional Windows 10 que permitirá que dispositivos Android e iOS encaminhem notificações push recebidas para o Windows 10 para serem visualizadas e descartadas. 

### Arquitetura
A arquitetura do Serviço de Notificação Push do Windows é semelhante à de seu antecessor, pois consiste em servidores e interfaces que geram, mantêm, armazenam e autenticam identificadores exclusivos (chamados Identificadores de URI de Canal ) para todos os dispositivos que se registram para usar o serviço.  Quando um dispositivo se registra para receber dados e informações de notificação usando o WNS, ele primeiro envia uma solicitação de registro de dispositivo para a rede WNS. A rede WNS reconhece a solicitação e responde com o Identificador URI de Canal exclusivo do dispositivo.  Normalmente, o dispositivo enviará seu identificador para um servidor de propriedade do desenvolvedor para que ele possa ser armazenado e usado para enviar notificações.  Quando o desenvolvedor do aplicativo deseja transmitir uma notificação ou outros dados WNS para o dispositivo, ele transmitirá uma solicitação POST para a rede WNS.  A rede reconhecerá e autenticará a solicitação. Se a autenticação for bem-sucedida, os dados a serem transmitidos serão enfileirados e enviados ao dispositivo a partir da rede WNS usando o Identificador URI do Canal. [carece de fontes?]